# Seremetyjevói nemzetközi repülőtér
Az A. Sz. Puskin Seremetyjevói nemzetközi repülőtér (IATA: SVO, ICAO: UUEE) (Международный аэропорт Шереме́тьево имени А. С. Пушкина) Moszkvától 30 km-re északnyugatra helyezkedik el, a város öt nemzetközi repülőterének egyike. A szovjet időkben Moszkva egyetlen nemzetközi repülőtere volt. Erről a repülőtérről a Föld összes lakott kontinensére indulnak járatok. A repülőtér 2019. május 31-étől Alekszandr Puskin világhírű író, költő nevét viseli.

## Története
A Seremetyjevói nemzetközi repülőteret 1959. augusztus 11-én nyitották meg, akkor érkezett a repülőtérre az első utasszállító gép Leningrádból. Még ebben az évben határozatot hoztak, hogy a Seremetyjevói repülőtér legyen Moszkva központi repülőtere.
Az első nemzetközi légi járat, egy Il–18 1960. június 1-jén indult Berlinbe, az első interkontinentális járat, egy Il–62 1967. szeptember 15-én Montréalba.
1977-ben a moszkvai olimpiára készülve kezdték meg a repülőtér új fogadó épületének építését, ez kapta a Seremetyjevo–2 nevet. Az új fogadóépületet 1980. május 6-án adták át a forgalomnak. Az olimpiai játékok idején egy hónap alatt több mint 460 ezer utas érkezett Seremetyjevóra.

## 21. század

### Balesetek
2019. május 5-én, vasárnap az Aeroflot Moszkva–Murmanszk járata súlyos balesetet szenvedett. Az orosz gyártmányú Superjet 100-as gépet a felszállást követően villámcsapás érte, ami műszaki meghibásodásokhoz vezetett. A gép  visszafordult és a repülőtéren kényszerleszállást hajtott végre, közben kigyulladt. Az égő gépet 37 személynek sikerült elhagynia, 40 utas és a személyzet egy tagja életét vesztette.

## Forgalom
Az utasforgalom az elmúlt években az alábbi módon változott:
| Utasok száma | 4 218 000 | 14 199 000 | 11 570 000 | 12 865 000 | 14 040 000 | 22 555 000 | 31 279 508 | 40 092 806 | 19 784 000 | 36 600 000 |
|              | 1965      | 1980       | 2001       | 2004       | 2007       | 2011       | 2014       | 2017       | 2020       | 2023       |